# Robert Coleman Richardson
Robert Coleman Richardson (Washington, D. C., Estados Unidos, 26 de junio de 1937-Ithaca, Nueva York, Estados Unidos, 19 de febrero de 2013) fue un físico estadounidense laureado con el Premio Nobel.
Asistió a la Universidad Virginia Tech. Obtuvo su bachillerato en 1958 y su maestría en 1960. Recibió su doctorado en la Universidad de Duke en 1965.
Hasta el día de su fallecimiento, fue profesor en la Universidad de Cornell. Compartió en 1996 el Premio Nobel de Física con David Morris Lee y Douglas Dean Osheroff por el descubrimiento de la superfluidez en el helio-3.
Falleció el 19 de febrero de 2013 en la localidad estadounidense de Ithaca, situada en el estado de Nueva York, a la edad de 75 años.